# Ерсола
 Ерсола  — деревня в Моркинском районе Республики Марий Эл. Входит в состав Себеусадского сельского поселения.

## География
Находится в юго-восточной части республики Марий Эл на расстоянии приблизительно 13 км по прямой на запад-северо-запад от районного центра посёлка Морки.

## История
Известна с 1872 года как околоток Ерсола с 10 дворами. В 1902 году насчитывались 18 дворов, более 50 человек. К началу 1940-х годов в деревне находилось 30 хозяйств, проживали около 150 человек. В советское время работали колхозы «Волгыдо», «Коммунизм верч», им. Карла Маркса, позднее СХА «Себеусадский».

## Население
Население составляло 17 человек (мари 100 %) в 2002 году, 9 в 2010.